# Mars Exploration Joint Initiative
El Mars Exploration Joint Initiative (MEJI) és un acord signat entre les agències espacials estatunidenques, la NASA, i europees, l'ESA per unir recursos i ampliar coneixements amb la finalitat de continuar amb l'exploració del planeta Mart. L'acord va ser signat a Washington D.C. a l'octubre del 2009.

## Missions
En la seva versió original, la visió del MEJI abastaria les següents oportunitats de llançament: 
- 2016: Un orbitador europeu (Trace Gas Orbiter), per estudiar traces de gas, incloent el metà en l'atmosfera de Mart. La missió també posaria una estació meteorològica estàtica sobre la superfície. Europa s'ocuparia de l'entrada, descens i aterratge d'aquesta estació - una capacitat que encara ha de demostrar.
- 2018: Un astromòbil europeu a Mart. Els EUA proporcionaria el sistema d'entrada, descens i aterratge com el que es va utilitzar per al Mars Science Laboratory.
- 2020: Està sota consideració una xarxa de petits mòduls de descens especialitzats en geofísica i de l'entorn.
- La NASA proporcionaria coets de llançament Atlas V en el 2016 i 2018.
- L'objectiu final és una missió per enviar una roca i sòl des de Mart cap a la Terra: el Mars sample return mission, durant la dècada de 2020.